# Chalotoj
Chalotoj är en ort i Mexiko.   Den ligger i kommunen Larráinzar och delstaten Chiapas, i den sydöstra delen av landet, 700 km öster om huvudstaden Mexico City. Chalotoj ligger 1 941 meter över havet och antalet invånare är 149.
Terrängen runt Chalotoj är huvudsakligen kuperad, men norrut är den bergig. Runt Chalotoj är det ganska tätbefolkat, med 166 invånare per kvadratkilometer. Närmaste större samhälle är San Cristóbal de las Casas, 20,0 km sydost om Chalotoj. Omgivningarna runt Chalotoj är en mosaik av jordbruksmark och naturlig växtlighet.